# بطالة
البطالة هي ظاهرة اقتصادية بدأ ظهورها بشكل ملموس مع ازدهار الصناعة إذ لم يكن للبطالة معنى في المجتمعات الريفية التقليدية.
طبقا لمنظمة العمل الدولية فإن العاطل هو كل شخص قادر على العمل وراغب فيه، ويبحث عنه، ولكن دون جدوى. من خلال هذا التعريف يتضح أنه ليس كل من لا يعمل عاطل فالتلاميذ والمعاقين والمسنين والمتقاعدين ومن فقد الأمل في العثور على عمل وأصحاب العمل المؤقت ومن هم في غنى عن العمل لا يتم أعتبارهم عاطلين عن العمل. ويسمى من يعاني منها عاطلا في المشرق وبطّالا في المغرب.
وتعرف البطالة أيضا بأنها التوقف الإجباري لجزء من القوة العاملة برغم قدرة ورغبة هذه القوة العاملة في العمل والإنتاج.

## ماذا نعني بالقوة العاملة؟
القوة العاملة عبارة عن جميع السكان القادرين والراغبين في العمل (بدون احتساب الأطفال دون الخامسة عشر، الطلاب، كبار السن، العاجزين، وربات البيوت).

## معدل البطالة
هو نسبة عدد الأفراد العاطلين إلى القوة العاملة الكلية وهو معدل يصعب حسابه بدقة. وتختلف نسبة العاطلين حسب الوسط (حضري أو قروي) وحسب الجنس والسن ونوع التعليم والمستوى الدراسي. ويمكن حسابها كما يلي:
معدل البطالة = (عدد العاطلين مقسوما بعدد القوة العاملة) مضروباً بمائة.
معدل مشاركة القوة العاملة = (قوة العمالة مقسوما على النسبة الفاعلة) مضروباً بمائة.

## أنواع البطالة
هناك عدة أنواع للبطالة نذكر منها:
- البطالة الدورية (البنيوية) والناتجة عن دورية النظام الرأس مالي المنتقلة دوما بين الانتعاش والتوسع الاقتصادي وبين الانكماش والأزمة الاقتصادية التي ينتج عنها وقف التوظيف والتنفيس عن الأزمة بتسريح العمال.
- البطالة المرتبطة بهيكلة الاقتصاد وهي ناتجة عن تغير في هيكل الطلب على المنتجات أو التقدم التكنولوجي، أو انتقال الصناعات إلى بلدان أخرى بحثاً عن شروط استغلال أفضل ومن أجل ربح أعلى.
- البطالة المقنعة، وهي تتمثل بحالة من يؤدي عملاً ثانوياً لا يوفر لهُ كفايتهُ من سبل العيش، أو إن بضعة أفراد يعملون سوية في عمل يمكن أن يؤديه فرد واحد أو اثنان.
- البطالة الاحتكاكية: وهي عبارة عن التوقف المؤقت عن العمل وذلك بسبب الانتقال من وظيفة لأخرى أو التوقف المؤقت للبحث عن وظيفة أخرى أو في سبيل الدراسة وهكذا.
- البطالة السلوكية: وهي البطالة الناجمة عن إحجام ورفض القوة العاملة عن المشاركة في العملية الإنتاجية والانخراط في وظائف معينة بسبب النظرة الاجتماعية لهذه الوظائف.
- البطالة المستوردة: وهي البطالة التي تواجه جزء من القوة العاملة المحلية في قطاع معين بسبب انفراد أو إحلال العمالة غير المحلية في هذا القطاع. وقد يواجه الاقتصاد هذا النوع من البطالة في حال انخفاض الطلب على سلعة معينة مقابل ارتفاع الطلب على سلعة مستوردة.

## أسباب البطالة
- الانفجار السكاني:- يمثل الحجم والتركيب النوعي والعمري للسكان المصدر الطبيعي لقوة العمل في ظل الظروف الاقتصاديه والثقافيه التي يعيشها المجتمع. فلا شك ان النمو العددي لحجم السكان يعكس أثره علي حجم الداخلين الجدد لسوق العمل سنويا ويتمثل الانفجار السكاني في زيادة عدد الافراد القادرين علي العمل بصوره سريعه جدا في مقابل ثبات عدد الوظائف تقريبا أو ازديادها بصوره بطيئة جدا

- النمو البطئ للنشاط الاقتصادي:- فـ مع الزيادة الكبيره في اعداد الافراد القادرين علي العمل والراغبين فيه والباحثين عنه ينمو النشاط الاقتصادي ببطء مما ادي الي قلة فرص العمل المتاحه التي تتناسب مع الزيادة في القوى العامله

- الخلل القائم بين سياسات التعليم واحتياجات التنمية وسوق العمل:- من بين الأسباب التي تؤدي الي بطالة المتعلمين عامة الخلل القائم الآن بين سياسة التعليم وسوق العمل ولا يرجع ذلك الي عدم التطابق بين هيكل التعليم وهيكل الاقتصاد فحسب وانما يرجع أيضا الي الاختلاف في سرعة نمو القطاعين بمعني ان ينتج التعليم خريجين أكثر من قدرة الاقتصاد علي استغلالهم برغم حاجة المجتمع اليهم

- التزام الدولة بتعيين الخريجين:- فمن المعروف ان الدولة تتبني سياسة الخريجين من الجامعات والمعاهد العليا إلا انه نظرا للتوسع الهائل في التعليم بمراحله المختلفه وارتفاع معدلات النموالسكاني والاقبال الشديد علي التعليم تزايدت مخرجاته بصوره متصاعده وأدي التزام الدولة بتعيين المخرجات الي اكتظاظ اجهزة الدولة بعمالة زائدة لا تضيف انتاجا بل اسهمت بما تحصل عليه من اجور في زيادة معدلات التضخم وانخفاض انتاجية العمل واصبحت سياسة التعيين الفوري للخريجين تمثل عبئا اقتصاديا واجتماعيا ومن ثم كان علي خريجي الجامعات وغيرهم من مراحل التعليم الأخري الانتظار سنوات حتي يتم خلق فرص عمل لهم

- الاتجاهات والقيم السائده:- تمثل اتجاهات الافراد في قطاعات كبيرة من المجتمع نحو العمل بالحكومة عاملا مهما في ازدياد مشكلة البطالة حيث يترسخ في الذهن أن الدخول في الوظيفة العامه بالحكومة لا يحددها فقط مستوي الأجور بدليل ارتفاع اجور القطاعات الخاصة عن الوظائف الحكوميه بل أيضا المركز الاجتماعي والسلطة وضمان الوظيفة مدي الحياة مما يدفع البعض الي رفض وظائف القطاع الخاص املا في الحصول علي وظيفه في القطاع العام الحكومي مما ينتج عنه في النهاية ارتفاع معدلات البطالة.

- قلة الوظائف
- انتشار الحروب
- كثرة العمالة الوافدة
- كثرة الشباب الراغبين في العمل

## أنماط البطالة
تتفق معظم الدراسات الاقتصادية والاجتماعية التي تناولت ظاهرة البطالة، أن أنماط البطالة وأشكالها ليست ثابتة أو نهائية، وإنما هي متغيرة ومتجددة باستمرار.
1. النمط الأول: تقسيم البطالة حسب نمط التشغيل، إلى ثلاثة أنماط هي:
أ. البطالة السافرة Open unemployment
ويُقصد بـ«البطالة السافرة»، حالة التعطل الظاهر التي يعاني منها جزء من قوة العمل المتاحة، أي وجود عدد من الأفراد القادرين على العمل والراغبين فيه والباحثين عنه عند مستوى الأجر السائد دون جدوى، ولهذا فهم في حالة تعطل كامل لا يمارسون أي عمل لفترة قد تطول أو تقصر حسب ظروف الاقتصاد القومي، مثل بطالة الخريجين.
ب. البطالة الجزئية أو نقص التشغيل Underemployment
وتعني الحالة التي يمارس فيها الشخص عملاً، ولكن لوقت أقل من وقت العمل المعتاد أو المرغوب. ومن ثم فهي تتضمن في معناها الواسع وجود جماعة من الناس يعملون لساعات عمل أو أيام أقل مما هو مرغوب، ويعملون من خلال عقود تختلف عمّا هو مرغوب، ويعملون في أماكن غير مناسبة للتشغيل، كما يكون إنتاجهم، عادة، أقل من الأعمال الأخرى.
ج. البطالة المقنعة أو المستترة Disguised unemployment
وهي تلك الحالة التي يتكدس فيها عدد كبير من العمال على نحو يفوق الحاجة الفعلية للعمل، ومن ثم يكون إنتاجهم أو كسبهم أو استغلال مهاراتهم وقدراتهم على نحو متدنٍ. وهذه البطالة تُعد أخبث الأنواع خاصة في الدول النامية، لأنها الوجه الآخر لتدني الإنتاج في العمل المبذول.
2. النمط الثاني: تقسيم البطالة حسب طبيعة النشاط الاقتصادي السائد إلى ثلاثة أنماط، هي:
أ. البطالة الاحتكاكية (الفنية) Frictional Unemployment
وهي الحالة التي تحدث عندما يتعطل بعض الأشخاص، مع ما قد يكون من طلب على العمال لم يتم إشباعه بعد؛ لأن هؤلاء العمال المتعطلين غير مؤهلين لسد حاجة هذا الطلب. وينشأ –عادة- هذا النوع من البطالة بسبب إحلال الآلات محل العمال في بعض الصناعات، أو لصعوبة تدريبهم على الأعمال التي لم يسبق لهم التدريب عليها، والتي يتزايد الطلب عليها في سوق العمل.
ب. البطالة الدورية Cyclical Unemployment
وهي التي تنشأ نتيجة للدورات التجارية المعروفة جيداً في النشاط الاقتصادي المتكامل؛ فعندما يحدث انخفاض عابر في الطلب على البضائع، يُرغم أصحاب المصانع على تخفيض عدد العمال أو تخفيض ساعات عملهم.
ج. البطالة الهيكلية (البنائية) Structural Unemployment
ويُقصد بها ذلك النوع من التعطل الذي يصيب جانباً من قوة العمل، بسبب تغيرات هيكلية تحدث في الاقتصاد القومي، وتؤدي إلى وجود حالة من عدم التوافق بين فرص التوظف المتاحة ومؤهلات وخبرات العمال المتعطلين الراغبين في العمل والباحثين عنه. وتحدث البطالة الهيكلية بسبب تغير في هيكل الطلب على السلع والمنتجات، أو إلى تغير في الفن التقني المستخدم، أو إلى تغيرات في سوق العمل نفسه.
3. النمط الثالث: تقسيم البطالة حسب طبيعتها الخاصة إلى:
أ. البطالة الموسمية Seasonal Unemployment
وهي البطالة التي تحدث أساساً في القطاع الزراعي بسبب موسمية الإنتاج الزراعي. فقد أصبحت الزراعة مهنة لبعض الوقت، خاصة وأن صغر حجم الحيازة الزراعية بفعل تفتت الحيازة أدى إلى الحد من العمالة الزراعية. وقد تحدث في بعض الصناعات في الريف بسبب التغيرات الموسمية في النشاط الاقتصادي نتيجة للظروف أو للتغيرات، التي تطرأ على أنماط الاستهلاك.
ب. البطالة الاختيارية Voluntary Unemployment
وهي الحالة التي يتعطل فيها الفرد بمحض إرادته واختياره، حينما يقدم استقالته عن العمل، إما لعزوفه عنه أو تفضيله لوقت الفراغ، وإما لأنه يبحث عن عمل أفضل يوفر له أجراً أعلى، وظروف عمل أحسن، أو للانسحاب من سوق العمل بإرادته، كجماعات التكفير والهجرة التي ترفض العمل في الحكومة.
د. البطالة الإجبارية أو القسرية Involuntary Unemployment
ويُقصد بها الحالة التي يتعطل فيها العامل بشكل قسري، أي من غير إرادته أو اختياره، وتحدث من طريق تسريح العمال بشكل قصري مع أن العامل راغب في العمل (مثل ظاهرة المعاش المبكر الإجباري) وقادر عليه وقابل لمستوى الأجر السائد. وقد تحدث البطالة الإجبارية عندما لا يجد الداخلون الجدد لسوق العمل فرصاً للتوظف، على الرغم من بحثهم الجدي عنه، وقدرتهم عليه، وقبولهم لمستوى الأجر السائد.
وهذا النوع من البطالة يسود بشكل واضح في مراحل الكساد الدوري في الدول الصناعية، أو في حالة خصخصة الشركات والمنشآت العامة في الاقتصاد القومي.
إن عرض أشكال البطالة ليس هدفاً نهائياً أو غاية في حد ذاته، بل تتوقف جدواه على ما يقدمه من وصف موضوعي واقعي لأشكال البطالة القائمة حتى يسهم ذلك في تشخيص دقيق لها، ومن ثم تحليل أعمق وأشمل لكل عناصرها وأبعادها، الأمر الذي يساعد في وضع تصور علمي لمواجهة الآثار المترتبة عليها والتخفيف من حدتها.

## البطالة المخفية

نسب البطالة في العالم

البطالة المخفية هي حالة لا يتم فيها حساب الأشخاص العاطلين عن العمل في إحصاءات البطالة الرسمية. ومن بين العمال المحتملين الذين يقعون في هذه الفئة، الأفراد الذين تخلوا عن البحث عن عمل، والذين تقاعدوا مبكرا وأولئك الذين لديهم وظائف موسمية أو بدوام جزئي. إن عدم إدراج البطالة المخفية في أرقام البطالة الإجمالية يجعل معدل البطالة أقل مما هو عليه فعلاً .
أو هي البطالة التي لا تحصى أو تشير إلى مجموعة الأشخاص الغير عاملين الذين لا يتم حسابهم في إحصاءات البطالة الرسمية لأسباب متنوعة. فقد لا تكون أرقام البطالة التي يصدرها مكتب إحصاءات العمل كل شهر دقيقًا كما يعتقد البعض. هذا لأنه بالإضافة إلى عدم احتساب أي شخص يقل عمره عن 16 عامًا، أو المتقاعدين، أو السجناء، أو الأزواج الذين يبقون في المنزل، فإن الأشخاص الذين يتخلون عن وظيفة يبحثون عن وظيفة يتم استبعادهم من إحصاءات البطالة أيضًا.

### من تشملهم البطالة المخفية
البطالة المخفية تشمل الأشخاص المؤهلين أكثر من اللازم للوظائف المتاحة حاليًا وليسوا على استعداد للعمل بأجور منخفضة. أو أن قطاعاً معيناً قد يكون قليل التوظيف مما يجعل هذا الشخص يعمل في وظيفة خارج تخصصه . وهناك آخرون ممن يأخذون استراحة طويلة من العمل. ويحتاج الشخص إلى أن يكون باحثاً عن وظيفة في الأسابيع الأربعة الماضية ليُعتبر من العاطلين عن العمل حسب إحصاءات البطالة.
وهناك مجموعة أخرى لا تعتبر عاطلة عن العمل هي «العاملون بدوام جزئي». وهم الأشخاص الذين يعملون لأقل من 35 ساعة في الأسبوع لأسباب اقتصادية، ولكنهم يريدون العمل بدوام كامل.
على الرغم من أن أنواع العاملين المذكورة أعلاه لا يدخلون في حسابات معدلات البطالة الشهرية، إلا أن دوائر الإحصاءات العمالية والتوظيفية تقدم ما تسميه جدول «الإجراءات البديلة لاستغلال اليد العاملة» الذي يصاحب الأرقام الرسمية. هذه الطريقة لتتبع معدلات البطالة تستخدم أيضا من قبل كندا والمكسيك وأستراليا واليابان وجميع دول المجموعة الاقتصادية الأوروبية.

## البطالة في الوطن العربي

### في مصر
بلغت نسبة البطالة في مصر في عام 2006 حسب إحصائات وكالة المخابرات المركزية %10.30 ونتجت عن البطالة الكثير من الكوارث الغبية في المجتمعات الذكية مثل زيادة نسب الجرائم. وزيادة الهجرة غير الشرعية إلى الدول الأوروبية وإقبال عدد الشباب المصري على الانتحار للشعور باليأس بسبب البطالة، وعدم قدرتهم على إعالة أسرهم
وفي عام 2006 أعلن المركز المصري للحد من البطالة والدفاع عن حقوق الإنسان، عن تأسيس أول رابطة «للعاطلين» في مصر، في محاولة لتغيير حياتهم من خلال توفير فرص العمل لهم
ارتفعت نسبة البطالة في عصرنا الحاضر ارتفاع كبير.. فعدم توفر وظائف شاغرة أدى إلى انحراف الشباب عن الطريق الصحيح وذلك لوجود وقت فراغ كبير فالشباب يضيعه في غير فائدة وذلك لعدم توفر وظيفة له.
يتخرج الشاب من الكلية أو الجامعة ويبقى سنوات عديدة ينتظر الوظيفة وهذا مما يؤدي إلى ارتفاع البطالة.

### في المغرب
تعتبر البطالة من أهم المشاكل التي يواجهها المغرب حيث تعرف ارتفاعا مستمراً، فقد بلغت في 2020 أكثر من 10.5 بالمئة من إجمالي القوى العاملة أي ما يقارب 1.292 مليون مغربي. نسبة البطالة في المغرب أكثر انتشارا في صفوف حاملي الشهادات الجامعية، بـ 17.8 بالمئة، فكل 6 عاطلين عن العمل من بين عشرة، لم يسبق لهم أن حصلوا على فرصة عمل، ويصل معدل البطالة لدى الشباب إلى 26.8 بالمئة، يرتقب أن يرتفع ذلك العدد إلى مستويات قياسية بسبب جائحة كورونا 